# Juan Gutiérrez Moreno
Juan Gutiérrez Moreno, detto Juanito (Cadice, 23 luglio 1976), è un ex calciatore spagnolo, di ruolo difensore.

## Carriera

### Club
Cresce nelle giovanili del Cadice e del Betis Siviglia. Ha giocato per tre anni nella squadra riserve del Betis e un anno in prestito al Recreativo de Huelva in Segunda División, prima di debuttare con la prima squadra del Betis il 23 settembre 2001 in Valladolid-Betis 0-2; segna il primo gol il 13 gennaio 2002, in Betis-Málaga 1-1. In poco tempo si guadagna la fascia di capitano e nella stagione 2004-2005 aiuta la sua squadra a vincere la Coppa del Re ed a conquistare il quarto posto finale.
Dopo la retrocessione del Betis al termine della Liga 2008-09, passa all'Atletico Madrid sottoscrivendo un contratto biennale. Il 14 gennaio 2011 risolve il contratto con i Colchoneros.
Il 24 gennaio 2011 firma un contratto fino al 30 giugno 2012 con il Real Valladolid.

### Nazionale
Con la Spagna ha totalizzato 26 presenze e 3 reti. Ha debuttato il 21 agosto 2001 contro l'Ungheria nella gara per il memoriale di Ferenc Puskás ed ha segnato il suo primo gol nell'amichevole contro la Costa d'Avorio finita 3-2 per gli spagnoli. Ha Partecipato al campionato del mondo 2006, dove nella sua unica partita giocata segnò il gol vittoria contro l'Arabia Saudita (1-0, la prima rete in Nazionale per un calciatore del Betis), oltre che agli europei di Portogallo 2004 e Austria-Svizzera 2008 (conclusi con una vittoria).

## Statistiche

### Presenze e reti nei club
Statistiche aggiornate al 6 giugno 2012.
| Stagione               | Squadra                | Campionato             | Campionato | Campionato | Coppe nazionali | Coppe nazionali | Coppe nazionali | Coppe continentali | Coppe continentali | Coppe continentali | Totale | Totale |
| Stagione               | Squadra                | Comp                   | Pres       | Reti       | Comp            | Pres            | Reti            | Comp               | Pres               | Reti               | Pres   | Reti   |
| ---------------------- | ---------------------- | ---------------------- | ---------- | ---------- | --------------- | --------------- | --------------- | ------------------ | ------------------ | ------------------ | ------ | ------ |
| 1996-1997              | Cádiz B                | TD                     | -          | -          | -               | -               | -               | -                  | -                  | -                  | -      | -      |
| 1997-1998              | Betis B                | SDB                    | 37         | 1          | -               | -               | -               | -                  | -                  | -                  | 37     | 1      |
| 1998-1999              | Betis B                | SDB                    | 27         | 2          | -               | -               | -               | -                  | -                  | -                  | 27     | 2      |
| 1999-2000              | Betis B                | SDB                    | 34         | 4          | -               | -               | -               | -                  | -                  | -                  | 34     | 4      |
| Totale Betis B         | Totale Betis B         | Totale Betis B         | 98         | 7          | -               | -               | -               | -                  | -                  | -                  | 98     | 7      |
| 2000-2001              | Recreativo             | SD                     | 36         | 0          | CR              | 0               | 0               | -                  | -                  | -                  | 36     | 0      |
| 2001-2002              | Betis                  | PD                     | 25         | 2          | CR              | 0               | 0               | -                  | -                  | -                  | 25     | 2      |
| 2002-2003              | Betis                  | PD                     | 26         | 2          | CR              | 4               | 0               | CU                 | 3                  | 0                  | 33     | 2      |
| 2003-2004              | Betis                  | PD                     | 35         | 4          | CR              | 3               | 0               | -                  | -                  | -                  | 38     | 4      |
| 2004-2005              | Betis                  | PD                     | 33         | 4          | CR              | 4               | 0               | -                  | -                  | -                  | 37     | 4      |
| 2005-2006              | Betis                  | PD                     | 34         | 2          | CR              | 4               | 0               | UCL+CU             | 7+4                | 0                  | 49     | 2      |
| 2006-2007              | Betis                  | PD                     | 34         | 2          | CR              | 4               | 0               | -                  | -                  | -                  | 38     | 2      |
| 2007-2008              | Betis                  | PD                     | 32         | 1          | CR              | 1               | 1               | -                  | -                  | -                  | 33     | 2      |
| 2008-2009              | Betis                  | PD                     | 35         | 1          | CR              | 3               | 0               | -                  | -                  | -                  | 38     | 1      |
| Totale Betis           | Totale Betis           | Totale Betis           | 254        | 18         | -               | 23              | 1               | -                  | 14                 | 0                  | 291    | 19     |
| 2009-2010              | Atlético Madrid        | PD                     | 17         | 2          | CR              | 2               | 0               | UCL+UEL            | 6+1                | 0                  | 26     | 2      |
| 2010- gen. 2011        | Atlético Madrid        | PD                     | 0          | 0          | CR              | 1               | 0               | -                  | -                  | -                  | 1      | 0      |
| Totale Atlético Madrid | Totale Atlético Madrid | Totale Atlético Madrid | 17         | 2          | -               | 3               | 0               | -                  | 7                  | 0                  | 27     | 2      |
| gen.-giu. 2011         | Real Valladolid        | PD                     | 16         | 0          | CR              | 0               | 0               | -                  | -                  | -                  | 16     | 0      |
| 2011-2012              | Real Valladolid        | PD                     | 8          | 0          | CR              | 1               | 0               | -                  | -                  | -                  | 9      | 0      |
| Totale Real Valladolid | Totale Real Valladolid | Totale Real Valladolid | 24         | 0          | -               | 1               | 0               | -                  | -                  | -                  | 25     | 0      |
| Totale carriera        | Totale carriera        | Totale carriera        | 430        | 28         | -               | 27              | 1               | -                  | 21                 | 0                  | 478    | 29     |

### Cronologia presenze e reti in nazionale
| Cronologia completa delle presenze e delle reti in nazionale ― Spagna | Cronologia completa delle presenze e delle reti in nazionale ― Spagna | Cronologia completa delle presenze e delle reti in nazionale ― Spagna | Cronologia completa delle presenze e delle reti in nazionale ― Spagna | Cronologia completa delle presenze e delle reti in nazionale ― Spagna | Cronologia completa delle presenze e delle reti in nazionale ― Spagna | Cronologia completa delle presenze e delle reti in nazionale ― Spagna | Cronologia completa delle presenze e delle reti in nazionale ― Spagna |
| Data                                                                  | Città                                                                 | In casa                                                               | Risultato                                                             | Ospiti                                                                | Competizione                                                          | Reti                                                                  | Note                                                                  |
| --------------------------------------------------------------------- | --------------------------------------------------------------------- | --------------------------------------------------------------------- | --------------------------------------------------------------------- | --------------------------------------------------------------------- | --------------------------------------------------------------------- | --------------------------------------------------------------------- | --------------------------------------------------------------------- |
| 21-8-2002                                                             | Budapest                                                              | Ungheria                                                              | 1 – 1                                                                 | Spagna                                                                | Amichevole                                                            | -                                                                     | 46’                                                                   |
| 16-10-2002                                                            | Logroño                                                               | Spagna                                                                | 0 – 0                                                                 | Paraguay                                                              | Amichevole                                                            | -                                                                     |                                                                       |
| 6-9-2003                                                              | Guimarães                                                             | Portogallo                                                            | 0 – 3                                                                 | Spagna                                                                | Amichevole                                                            | -                                                                     |                                                                       |
| 10-9-2003                                                             | Elche                                                                 | Spagna                                                                | 2 – 1                                                                 | Ucraina                                                               | Qual. Euro 2004                                                       | -                                                                     |                                                                       |
| 28-4-2004                                                             | Genova                                                                | Italia                                                                | 1 – 1                                                                 | Spagna                                                                | Amichevole                                                            | -                                                                     |                                                                       |
| 5-6-2004                                                              | Getafe                                                                | Spagna                                                                | 4 – 0                                                                 | Andorra                                                               | Amichevole                                                            | -                                                                     | 46’                                                                   |
| 20-6-2004                                                             | Lisbona                                                               | Spagna                                                                | 0 – 1                                                                 | Portogallo                                                            | Euro 2004 - 1º turno                                                  | -                                                                     | 68’ 80’                                                               |
| 17-11-2004                                                            | Madrid                                                                | Spagna                                                                | 1 – 0                                                                 | Inghilterra                                                           | Amichevole                                                            | -                                                                     |                                                                       |
| 26-3-2005                                                             | Salamanca                                                             | Spagna                                                                | 3 – 0                                                                 | Cina                                                                  | Amichevole                                                            | -                                                                     |                                                                       |
| 30-3-2005                                                             | Belgrado                                                              | Serbia e Montenegro                                                   | 0 – 0                                                                 | Spagna                                                                | Qual. Mondiali 2006                                                   | -                                                                     | 46’                                                                   |
| 8-6-2005                                                              | Valencia                                                              | Spagna                                                                | 1 – 1                                                                 | Bosnia ed Erzegovina                                                  | Qual. Mondiali 2006                                                   | -                                                                     | 8’                                                                    |
| 3-9-2005                                                              | Santander                                                             | Spagna                                                                | 2 – 1                                                                 | Canada                                                                | Amichevole                                                            | -                                                                     |                                                                       |
| 12-10-2005                                                            | Serravalle                                                            | San Marino                                                            | 0 – 6                                                                 | Spagna                                                                | Qual. Mondiali 2006                                                   | -                                                                     |                                                                       |
| 1-3-2006                                                              | Valladolid                                                            | Spagna                                                                | 3 – 2                                                                 | Costa d'Avorio                                                        | Amichevole                                                            | 1                                                                     | 79’                                                                   |
| 3-6-2006                                                              | Elche                                                                 | Spagna                                                                | 2 – 0                                                                 | Egitto                                                                | Amichevole                                                            | -                                                                     | 85’                                                                   |
| 23-6-2006                                                             | Kaiserslautern                                                        | Arabia Saudita                                                        | 0 – 1                                                                 | Spagna                                                                | Mondiali 2006 - 1º turno                                              | 1                                                                     |                                                                       |
| 7-10-2006                                                             | Solna                                                                 | Svezia                                                                | 2 – 0                                                                 | Spagna                                                                | Qual. Euro 2008                                                       | -                                                                     |                                                                       |
| 11-10-2006                                                            | Murcia                                                                | Spagna                                                                | 2 – 1                                                                 | Argentina                                                             | Amichevole                                                            | -                                                                     |                                                                       |
| 15-11-2006                                                            | Cadice                                                                | Spagna                                                                | 0 – 1                                                                 | Romania                                                               | Amichevole                                                            | -                                                                     |                                                                       |
| 22-8-2007                                                             | Salonicco                                                             | Grecia                                                                | 2 – 3                                                                 | Spagna                                                                | Amichevole                                                            | -                                                                     |                                                                       |
| 8-9-2007                                                              | Reykjavík                                                             | Islanda                                                               | 1 – 1                                                                 | Spagna                                                                | Qual. Euro 2008                                                       | -                                                                     |                                                                       |
| 12-9-2007                                                             | Oviedo                                                                | Spagna                                                                | 2 – 0                                                                 | Lettonia                                                              | Qual. Euro 2008                                                       | -                                                                     |                                                                       |
| 6-2-2008                                                              | Malaga                                                                | Spagna                                                                | 1 – 0                                                                 | Francia                                                               | Amichevole                                                            | -                                                                     | 74’                                                                   |
| 18-6-2008                                                             | Salisburgo                                                            | Grecia                                                                | 1 – 2                                                                 | Spagna                                                                | Euro 2008 - 1º turno                                                  | -                                                                     |                                                                       |
| 11-10-2008                                                            | Tallinn                                                               | Estonia                                                               | 0 – 3                                                                 | Spagna                                                                | Qual. Mondiali 2010                                                   | 1                                                                     |                                                                       |
| 15-10-2008                                                            | Bruxelles                                                             | Belgio                                                                | 1 – 2                                                                 | Spagna                                                                | Qual. Mondiali 2010                                                   | -                                                                     |                                                                       |
| Totale                                                                |                                                                       | Presenze                                                              | 26                                                                    |                                                                       | Reti                                                                  | 3                                                                     |                                                                       |

## Palmarès

### Club

#### Competizioni nazionali
- Coppa di Spagna: 1

Betis: 2004-2005

#### Competizioni internazionali
- UEFA Europa League: 1

Atlético Madrid : 2009-2010
- Supercoppa UEFA: 1

Atlético Madrid : 2010

### Nazionale
- Campionato d'Europa: 1

Austria-Svizzera 2008